# Hažlín
Hažlín – wieś (obec) na Słowacji położona w kraju preszowskim, w powiecie Bardejów. Pierwsze wzmianki o miejscowości pochodzą z roku 1414.
Według danych z dnia 31 grudnia 2010, wieś zamieszkiwało 1152 osób, w tym 580 kobiet i 572 mężczyzn.
W 2001 roku rozkład populacji względem narodowości i przynależności etnicznej wyglądał następująco:
- Słowacy – 98,05%
- Czesi – 0,24%
- Polacy – 0,16%
- Rusini – 0,33%
- Ukraińcy – 0,89%